# Eugenija Šimkūnaitė
Eugenija Šimkūnaitė (* 11. März 1920 in Noworossijsk; † 27. Januar 1996 in Vilnius) war eine litauische Botanikerin und Phytotherapeutin.

## Leben
Ihr Vater Apotheker Pranas Šimkūnas kam 1922 zurück nach Litauen. Die Familie lebte dann in Tauragnai in der Rajongemeinde Utena.
Nach dem Gymnasium Utena absolvierte Eugenija von 1937 bis 1943 das Studium der Pharmazie an der Vytauto Didžiojo universitetas. Ab 1941 arbeitete sie in der Apothek Kaunas und Tauragnai und ab 1942 Assistentin im Pharmakognostischen Garten der Vilniaus universitetas (VU). Ab 1949 arbeitete sie im Botanischen Garten Kaunas als wissenschaftliche Mitarbeiterin. 1952 promovierte sie am Institut für Biologie der Akademie der Wissenschaften Litauens zum Thema „Baldriane-Kultur in Litauen“. 1975 habilitierte sie über Heilpflanzen zum Thema „Biologische Grundlagen der Benutzung der Ressourcen der litauischen Heilpflanzen“ (lit. „Lietuvos vaistingųjų augalų resursų naudojimo biologiniai pagrindai“) an der VU. Sie war Mitglied des Pharmazeutischen Vereins. Sie interessierte sich für Archäobotanik und half den Archäologen bei der Feststellung der alten Pflanzenarten. Auf Initiative von Šimkūnaitė wurde ein experimentisches Heilpflanzengebiet in Gerdašiai bei Druskininkai gegründet.
1997 wurde die Eugenija-Šimkūnaitė-Stiftung gegründet und 1998 die Mittelschule Tauragnai zur Eugenija-Šimkūnaitė-Mittelschule umbenannt.

## Bibliografie
- "Vaistažolės" (1971, Vilnius), mit J. Urbiene
- "Girios medeliai, žali žaliuonėliai", 1991
- "Gyvačių karalystė" (1993)
- "Ką tik žino "ragana" arba gyvenimas be tablečių", 1994